# Elfi von Dassanowsky
Elfriede „Elfi” von Dassanowsky (n. 2 februarie 1924, Viena, Republica Austriacă – d. 2 octombrie 2007, Los Angeles, California, SUA) a fost o cântăreață, pianistă și producătoare de film de origine austriacă.

## Tinerețe
Elfi von Dassanowsky (cunoscută și sub numele de Elfi Dassanowsky sau Elfriede Dassanowsky) s-a născut în Viena, ca fiica lui Franz Leopold von Dassanowsky, funcționar public în Ministerul Comerțului austriac, și a Annei (n. Grünwald). Un copil-minune al pianului la vârsta de 5 ani, Elfi a urmat Institutul Sfintei Fecioare Maria din Viena (cunoscut sub numele de „Englische Fräuleins”) și a devenit, la vârsta de 15 ani, cea mai tânără femeie admisă la Academia de Muzică și Arte din Viena, până la acea dată, ca protejată a pianistului concertist, Emil von Sauer. În timp ce era studentă, regizorul de film Karl Hartl⁠(d) a ales-o să-l învețe pe Curd Jürgens la pian, astfel încât să poată cânta la pian pe marele ecran în filmul biografic al lui Hartl despre Mozart și într-un musical al lui Willi Forst⁠(d) (i-a folosit peste mult timp, la filmul de la Hollywood din 1971 Mefisto vals; The Mephisto Waltz). 
Studiile și cariera timpurie a lui Dassanowsky au fost întrerupte când ea a respins calitatea de membru al organizațiilor naziste. Puternicul studio UFA din Berlin i-a oferit un contract de film la sfârșitul anului 1944, pe care ea l-a refuzat.

## Carieră
În 1946, von Dassanowsky a debutat la operă în rolul Susannei în Nunta lui Figaro de Mozart la Stadttheater St. Pölten⁠(d) și a apărut în concerte pentru Înaltul Comandament Aliat.
Dassanowsky a rămas una dintre puținele femei din istoria filmului, iar la vârsta de 22 de ani una dintre cele mai tinere, care a fondat un studio de film – Belvedere Film – primul studio nou din Viena postbelică. Alături de partenerii ei seniori, August Diglas și Emmerich Hanus⁠(d), studioul a creat filme clasici în limba germană precum Die Glücksmühle (Moara fericirii, 1946), Dr. Rosin (1949) și Märchen vom Glück (Sărută-mă, Casanova, 1949) și le-a adus lui Gunther Philipp⁠(d) și Nadiei Tiller primele roluri de film.
Dassanowsky a jucat în opere, operete, drame și comedii teatrale, a ajutat la inițierea mai multor grupuri de teatru, a fost crainică pentru Allied Forces Broadcasting și BBC, a făcut un turneu în Germania de Vest într-un spectacol cu o singură femeie și a susținut cursuri de master de voce și pian.
În această perioadă, Dassanowsky a fost modelul exclusiv al celebrului pictor austriac Franz Xaver Wolf (1896 – 1990), a cărui lucrare cu imaginea ei se află acum în muzee și colecții private.
Cu ajutorul directorului artistic Federico Pallavicini, Dassanowsky a încurajat un număr al revistei americane de scurtă durată, Flair (editat de Fleur Cowles⁠(d)) să scrie articole despre artele din Viena postbelică și a pozat pentru ediția planificată, dar publicația a fost anulată înainte de tipărire. Expertă în tehnica pianului a lui Ignace Paderewski, pedagogia ei muzicală a continuat în anii 1950 în Canada și New York, unde s-a căsătorit și a avut un fiu și o fiică.
În acest moment, Dassanowsky s-a orientat spre design și a creat un prototip pentru haina din piele de zi pentru femei, care se află acum în colecția Muzeului de Arte Aplicate din Viena (Museum für angewandte Kunst Wien). Ea a divorțat la sfârșitul anilor 1970 și, deși nu s-a recăsătorit niciodată, a avut o legătură de scurtă durată cu autorul și actorul, prințul Heinrich Starhemberg (sau Henry Gregor, 1934–1997) de la mijlocul anilor 1990 până la moartea sa.
La Hollywood, în anii 1960, ea a rezistat să devină o starletă europeană la modă și a preferat să rămână în spatele aparatului de filmat ca antrenor vocal pentru regizorul/producătorul Otto Preminger. În 1962, a devenit cetățean naturalizat al Statelor Unite. Fiind o femeie de afaceri de succes din Los Angeles, în 1999, ea a reînființat Belvedere Film ca o companie de producție din Los Angeles/Viena împreună cu fiul ei, Robert⁠(d). A fost producător executiv al scurtmetrajului dramatic premiat, Semmelweis (2001), al comediei de spioni, Wilson Chance (2005) și al mai multor lucrări în curs de desfășurare în momentul morții sale, inclusiv documentarul Felix Austria! sau Arhiducele și Herbert Hinkel (2013) și o adaptare ecranizată (împreună cu fiul ei) a romanului austriac antirăzboi, Mars im Widder de Alexander Lernet-Holenia.
Recunoscută la nivel internațional pentru munca sa unică de pionierat ca femeie în producția de film și ca o foarte talentată în arta și cultura austriacă postbelică, von Dassanowsky este singura femeie austriacă care a primit prestigiosul premiu Living Legacy al asociației Women's International Center și a mai fost onorată și cu Medalia UNESCO Mozart, Decorația de onoare din aur pentru serviciile aduse Republicii Austria, Ordre des Arts et des Lettres⁠(d) (Franța), medalia pentru întreaga activitate din partea Arhivei de Film din Austria, din partea statului California și a orașelor Viena și Los Angeles, unde a locuit von Dassanowsky din 1962. În plus, se spune că ea a fost nominalizată la premiul onorific Right Livelihood (Premiul Nobel alternativ) la sfârșitul anilor 1990.

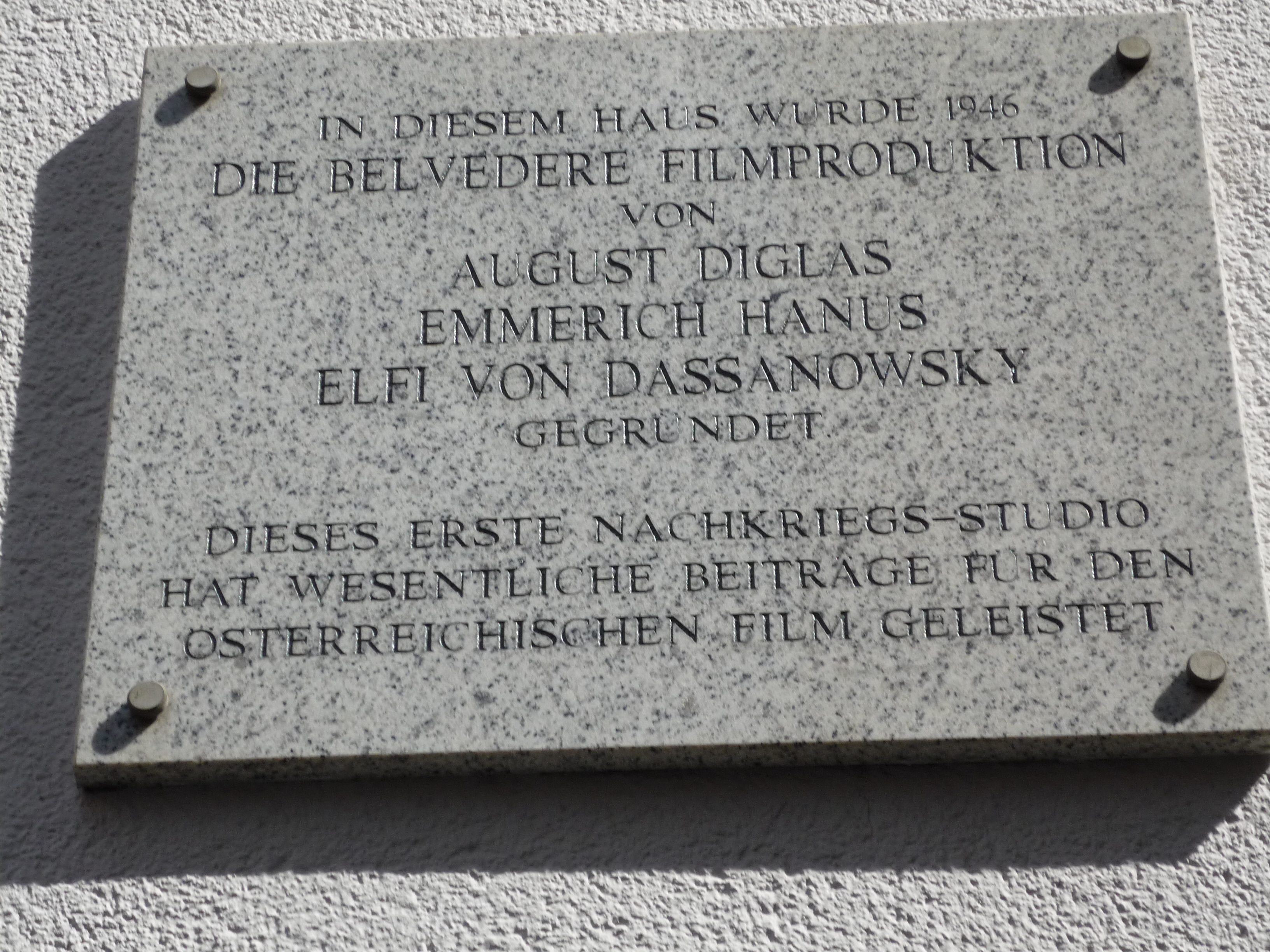
Placa Belvedere Film Studio, Viena

## Deces
În timp ce se afla în Kona, Hawaii,⁠(d) în iulie 2007, Dassanowsky a suferit o embolie care i-a pus viața în pericol. A fost transportată cu avionul la Spitalul Queens din Honolulu și o parte a piciorului stâng a trebuit să-i fie amputată. S-a afirmat că se recuperează cu bine în Los Angeles și era de așteptat să-și continue eforturile în producția de film, precum și în promovarea artei și al UNESCO. Potrivit știrilor, vedeta amputată Heather Mills (Lady McCartney) s-a interesat personal de reabilitarea ei. Cu toate acestea, Dassanowsky a murit la 2 octombrie 2007 în Los Angeles din cauza insuficienței cardiace. A fost înmormântată într-un mormânt de onoare (în germană Ehrengrab⁠(d)) la Zentralfriedhof (Cimitirul Central) din Viena la 25 iulie 2008.

## Fundație și recunoaștere postumă
În noiembrie 2007, la Viena a fost anunțată înființarea planificată a Fundației Elfi von Dassanowsky. Aceasta dorește să continue spiritul de pionierat și creativ al regretatei artiste prin dezvoltarea de premii și granturi pentru femeile în curs de dezvoltare. Prima fază a acestui proiect a fost finalizată la sfârșitul lunii ianuarie 2009, când Fondul Elfi von Dassanowsky și-a inițiat programul de contribuții caritabile către organizații non-profit din SUA și Europa.
Trandafirul Elfi von Dassanowsky (un hibrid de trandafir de ceai – floribunda), cunoscut și sub numele de „Elfi”, a fost creat de Brad Jalbert din Canada în 2009. A fost inclus în grădina de trandafiri Peggy Rockefeller de la Grădina Botanică din New York în primăvara anului 2013.
Primul Premiu Elfi von Dassanowsky pentru cea mai bună regizoare de film a fost acordat artistei norvegiene Inger Lise Hansen⁠(d) pentru Parallax (2009) la Festivalul de Film Independent de Scurtmetraj de la Viena (Vienna Shorts⁠(d)) în iunie 2010.
O planetă minoră/asteroid, 4495 Dassanowsky, descoperită în 1988 de astronomii japonezi Masaru Arai⁠(d) și Hiroshi Mori⁠(d), a fost numită în cinstea ei în 2014.
Ea a fost numită postum membră de onoare a Asociației Producătorilor de Film din Austria (AAFP) în septembrie 2018.